# Michael Kelly
Michael Kelly (n. 29 martie 1872, Galway, Connacht⁠(d), Irlanda – d. 3 mai 1923, Koblenz, Republica de la Weimar) a fost un trăgător de tir ce a reprezentat Statele Unite ale Americii, medaliat olimpic. A participat la o ediție a Jocurilor Olimpice (1920) în care a câștigat două medalii de aur.